# 薩拉米斯戰役 (前306年)
薩拉米斯戰役（Battle of Salamis）是第四次繼業者之戰中托勒密（埃及總督）與德米特里（安提柯之子）在賽普勒斯的薩拉米斯一場陸戰。

## 背景
前307年，安提柯之子德米特里取下雅典、趕走了卡山德派駐的僭主法勒魯姆的德米特里，並宣稱雅典重獲自由。然後德米特里將矛頭指向埃及的托勒密，他於前306年率領包含30艘雅典的四列槳座戰船和其他希臘城邦所組成的大軍，約160艘戰船計劃入侵賽普勒斯。因在進攻路線中會經過羅德島附近，德米特里要求羅德島參與這次行動，然而羅德島卻拒絕提供幫助，埋下德米特里日後進攻羅德島的遠因。
德米特里的遠征軍包含110艘三列槳座戰船和四列槳座戰船和53艘大型戰船，其中最大的當屬腓尼基的七列槳座戰船。陸軍總計有15,000名步兵、400名騎兵，並從賽普勒斯北方卡爾帕希亞附近登陸，接連拿下卡爾帕希亞和烏拉尼亞，並進軍賽普勒斯最重要的城市-薩拉米斯。

## 陸戰
當時負責防守賽普勒斯的托勒密的兄弟墨涅拉俄斯，他擁有12,000名步兵、800名騎兵和60艘戰船，並把軍隊集中在薩拉米斯。儘管墨涅拉俄斯軍力少於對方，仍毅然與德米特里決戰。兩軍相遇在薩拉米斯北方五英哩處，戰役的結果是德米特里獲勝，使墨涅拉俄斯軍1,000名陣亡、3,000名被俘，墨涅拉俄斯不得不退守薩拉米斯城，等待救援。

## 圍城
德米特里隨後包圍了薩拉米斯，並展開他第一次大規模攻城戰，這也成為他日後的綽號（圍城者）的開始。德米特里建造許多大型攻城器具，其中包含了一座巨型攻城塔（helepolis），約九層樓高，遠高於薩拉米斯的城牆，攻城塔的下層配有投石機，可以破壞城牆；上層的輕型投石器用來攻擊在城牆上的敵軍，德米特里也在之後的羅得圍城戰建造相似的巨型攻城塔。雖然有巨型攻城塔和其他先進的攻城器具，也破壞不少城牆，但墨涅拉俄斯仍堅守薩拉米斯，更在夜襲中破壞一些重要的攻城器具，隨著托勒密的援軍即將來到，使德米特里不得暫時撤離。

## 戰後
薩拉米斯海戰戰後，托勒密損失大部分艦隊，40艘戰船被俘、80艘戰船沉沒，包括100艘運輸船和載運的部隊被俘，德米特里更奪取大量戰利品。之後，墨涅拉俄斯只得領剩餘軍隊向德米特里投降，德米特里控制賽普勒斯全島，而后相當仁慈地釋放了墨涅拉俄斯。此役使托勒密海軍被摧毀，埃及門戶大開，安提柯一世聲勢高漲，並與德米特里一起稱王，隨即，托勒密和其他繼業者相繼自立為國王。